# دهستان قهاب جنوبی
دهستان قهاب جنوبی نام دهستانی در بخش مرکزی شهرستان اصفهان، استان اصفهان در ایران است. براساس سرشماری مرکز آمار ایران در سال ۱۳۸۵، جمعیت آن ۱۵۱۶۹ نفر (۳۸۶۲ خانوار) بوده‌است.